# Сипайловский сельсовет
Сипайловский сельсовет — упразднённая в 1931 году административно-территориальная единица в Уфимском районе БАССР Российской Федерации. Административный центр — д. Сипайлово. После упразднения территория и поселения сельсовета вошли в образованный Черниковский поселковый совет.

## История
4 ноября 1931 г. заседанием Президиума Всероссийского центрального исполнительного комитета было утверждено решение БашЦИКа по организации Черниковского поселкового совета, при этом указывалось на «скорейшее проведение выборов в состав этого совета до 7 ноября с. г.».

## Состав сельсовета
д. Сипайлово, пос. Волчок, д. Каловка, д. Тужиловка, с. Моторное, с. Богородское, д. Непейцева, д. Черниковка, пос. Соколовский, ст. Черниковка, хут. Никольский, хут. Елипаева.